# Orthocladius microtomus
Orthocladius microtomus är en tvåvingeart som först beskrevs av Jean-Jacques Kieffer 1923.  Orthocladius microtomus ingår i släktet Orthocladius och familjen fjädermyggor.
Artens utbredningsområde är Tyskland. Inga underarter finns listade i Catalogue of Life.